# Вељко Лалић
Вељко Лалић (Београд, 13. јул 1976) српски је новинар и публициста.
Лалић је главни уредник и власник часописа Недељника, једног од продаванијих и утицајнијих недељних новина на Балкану, који према извештају Комисије за заштиту конкуренције у Србији држи 30-40 одсто свих политичких и економских магазина у земљи.
Издавач је „Њујорк тајмса” на српском језику, првог месечника „Њујорк тајмса” у историји, „Монд дипломатика”, као и других публикација и књига.
Лалић је један од награђиванијих српских новинара, као и аутор неколико историјских књига, укључујући бестселер о кнезу Павлу и пучу 27. марта.

## Биографија
Вељко Лалић је рођен у главном граду СР Србије Београду 1976. г. Има браћу Ђорђа и Гојка. Гојко је докторирао на Харварду, а сада универзитетски професор у Сијетлу.
Вељко Лалић је један од познатијих српских новинара. Власник је и главни уредник „Недељника”, као и издавач првог месечника у историји „Њујорк тајмса”, што је била идеја Недељника, а 2018. покренуто је и интернет издање „Њујорк тајмса” на српском који су у рад пустили главни уредник Недељника Вељко Лалић и генерални менаџер њуз сервиса и иновација Мајкл Гринспон, највише позиционирани члан породице Салзбергер која пет генерација води „Њујорк тајмс”.
Приликом покретања српског издања Монд дипломатика  честитку Недељнику упутио је Ноам Чомски: "Честитам Недељнику на покретању српског издања Монд Дипломатика. То је један од ретких преосталих светионика слободне мисли у данашњем свету".
Лалић је поставио неколико магазина, укључујући Оригинал магазин Фондације Новак Ђоковић, који је намењен младима.
Један је од најпознатијих српских колумниста и opinion makera, за шта је 2010. по избору колега добио награду The Man of the Year, као колумниста године.
У традиционалној анкети Блица, чији је власник Ringier Axel Springer, Лалић је десет година заредом међу 300 најмоћнијих људи у Србији, и међу 50 најмоћнијих у медијима.
Урадио је многе познате интервјуе са домаћим политичарима, академицима и интелектуалцима, али и неколико светских интервјуа, између осталих једини интервју из притвора у Лондону Џулијана Асанжа, први интервју у епидемији коронавируса Франсиса Фукујаме, последњи велики тестаментарни интервју са једним од највећих српских писаца и интелектуалаца Добрицом Ћосићем, чувени интервју у којем је Владе Дивац најавио да напушта земљу итд.
У новинарству је, ипак, најдубљи траг оставио као као репортер, добио Grand Prix награде на Интернационалном фестивалу Интерфер за репортажу са Северног пола, и као колумниста. Сваке недеље има редовну колумну у Недељнику, која се често преноси у регионалним медијима.
Након добијања награде Александар Тијанић за новинарску храброст, глав ни уредник Данаса Драгољуб Дража Петровић, објавио је у Данасу текст о Лалићу под насловом „Чувар новинарства", у којем је између осталог написао: „Управо су те ексклузивне исповести разних великих и значајних ликова заштитни знак Лалићевог малог радног колектива, састављеног од центарфора српске новинарске репрезентације, која се окупља негде изнад чувене Мадере и сваког четвртка покаже нама обичним смртницима како се праве добре новине".
За Недељник пишу најпознатији српски и новинари из региона, између осталих Дарко Худелист из Загреба, Зоран Пановић, Љиљана Смајловић, писац Срђан Ваљаревић, Драгољуб Дража Петровић, Чедомир Антић, Предраг Ј. Марковић, Мухарем Баздуљ, Данило Мандић и други.
Лалић је завршио мастер студије новинарства на Београдском универзитету са темом о пучу 27. марта, од чега је касније објављена и књига.
Лалић је угледна јавна личност, редовно се појављује у ударним ТВ емисијама, а глумио је — самог себе — и у популарној српској серији Жигосани у рекету.
Један од омиљених новинара му је Ендру Фергусон, бивши новинар америчкога часописа Тајма.

## Случај прислушкивања и други притисци
Након што је министар одбране Александар Вулин у фебруару 2020. коментарисао „ауторски текст Драгана Шутановца у Недељнику", а који заправо никада није објављен у том листу, нити било где друго, јавност је бурно реаговала и позвала надлежне органе да испитају случај. Како су мејлови између уредника Недељника Вељка Лалића и Драгана Шутановца дошли до Вулина, ко је прислушкиван и зашто - најважнија су питања која су се отворила после овог случаја .
Реаговали су и Репортери без граница захтевајући да "власт у Србији истражи наводе о надзору мејлова новинара".
„Забринути смо да су мејлови између опозиционих политичара и независних медија шпијунирани и пресретани од стране владе", рекла је главна уредница Репортера без граница Полин Адес - Мевел, док је Недељник тражио да се формира Независна комисија за прислушкивање новинара .
Неколико месеци раније у јеку афере око продаја оружја фабрике Крушик, фирма ГИМ упутила је претећа писма уредницима Недељника, НИН-а и Данаса. Вељко Лалић је то назвао аматерским притиском. "Као да новинари не умеју да читају законе на који се они позивају, и као да је нормално да цитирате члан 4 о Заштити пословне тајне, па прескочите члан 9 истог закона који јасно каже да се то не односи на овај случај", изјавио је Лалић.
У јеку "афере Вулин" Министарство културе тужило је Недељник због наводног откривања идентитета малолетника. Удружење новинара је у реакцији тражило од Министарства да хитно обустави поступак наводећи да текст за који Министарство тврди да угрожава децу заправо представља добар пример извештавања. Вељко Лалић је са гнушањем одбио нови напад на Недељник .

## Најпознатије колумне и полемике
Вељко Лалић је један до најпознатијих српских колумниста, а 2010. по избору колега и јавних личности добио је награду The Man of the Year, за колумнисту године, а 2015. награду "Драгиша Кашиковић" за изузетне професионалне, уметничке и научне домете и и ширење слободе стваралаштва за колумну "Улога моје породице у светској револуцији".
У колумни "Улога моје породице у светској револуцији" коју су преносили медији широм бивше Југославије  Лалић је поводом рехабилитације Драже Михаиловића и сталних подела у друштву на четнике и партизане открио да му је деда стриц био један од најчувенијих црногорских четника, а деда ујак Никица Прља, чувени телохранитељ Јосипа Броза Тита који га је спасио на Сутјесци.
Oд познатијих Лалићевих колумни треба издвојити ону где се први заложио за ограничење мандата председника, премијера и председника парламента Зашто је неопходно ограничење мандата, која је изазвала велико интересовање јавности и коју су подржали опозициони лидери, професори и интелектуалци .
Једна од познатијих колумни Вељка Лалића јесте и она где је модерну Србију дефинисао као "Па шта Србију", "Зашто нације пропадају" , "Континент је одсечен", када је из Лондона извештавао о Брегзиту , "Ђинђићев Камелот" , "Срби, народ с погледом на море".
Познате су и његове колумне о новинарству, попут "The Post, интерес јавности је важнији од интереса појединца", "Новинари не смеју да ставе шал" коју је писао за Данас  или полемика коју је водио са новинаром Иваном Радовановићем око хапшења новинарке Ане Лалић .
Једна од познатијих колумни је о заоставштини Слободана Милошевића под насловом "А, ко ће ово да плати".

## Књиге
- Кнез Павле истина о 27. марту, тираж 30.000 примерака.[5]
- Кнез Павле: Самоубиство Југославије, тираж 20.000 примерака.[41]
- Милан Стојадиновић. Економски реформатор или профашистички премијер, тираж 30.000 примерака.[42]
- Драги Јовановић. Живот и злочини српског Хувера, тираж 20.000 примерака.[43]

Поводом јубилеја 10 година „Недељника”, овај магазин је спремио серијал књига, а Лалић је писао књигу о Зорану Ђинђићу.

### Кнез Павле истина о 27. марту
Историјски бестселер продат у више од 30.000 примерака који су 2008. објавили историчар Миодраг Јанковић и новинар Вељко Лалић. Књига је базира на 12.000 до тада потпуно непознатих документа са Колумбија универзитета.
Новинар Илија Рапајић у најави књиге у Политици пише: "Прошло је 18 година од када је, захваљујући готово митској оданости принцезе Јелисавете Карађорђевић своме оцу кнезу Павлу, почела да се скида гвоздена завеса којом је око пола века била окована истина о 27. марту 1941. Њеном заслугом у Београд је прошле године пребачено око 12.000 до сада углавном непознатих докумената, које је кнез Павле завештао Колумбија универзитету у Њујорку, под условом да их нико из бивше Југославије не може користити док су комунисти на власти. Историчар Миодраг Јанковић и новинар Вељко Лалић направили су одличну анализу докумената и крајем прошле године објавили књигу Истина о 27. марту, у рекордном тиражу, 30.000 примерака, а ових дана је изашло из штампе и друго издање. У овом до сада најтемељнијем истраживању докумената у вези са 27. мартом на најпотпунији и најаргументованији начин се показује како је група неодговорних политичара, страних плаћеника и болесно амбициозних војника жртвовала своју земљу и свој народ интересима великих сила".

## Награде и признања

### Награда за новинарску храброст и помоћ колеги
Главни уредник "Недељника" Вељко Лалић добио је 2018. године награду „Александар Тијанић” коју Удружење новинара Србије (УНС) додељује за борбеност у новинарству. Лалић је новчани део награде од 2.000 евра проследио нападнутом новинару из Гроцке Милану Јовановићу, коме је кућа запаљена због текстова које је писао о локалним властима.
"Лалић је у последњих неколико година показао да политички магазин може да се врати на велику сцену нашег (не)прежаљеног тржишта штампе, и то уз поштовање новинарске етике и Кодекса, уз помоћ храбре уредивачке политике и модерног новинарског израза", наводи се у образложењу жирија, који је одлуку донео једногласно.
Жири је у образложењу навео да је "за такву медијску (контра)револуцију заслужан пре свега Лалић, као један од главних јунака последње декаде српског новинарства, који је доказао да Гутенберг није изгубио битку са вај-фајем", као и да је "Лалић следбеник још једне новинарске појаве која се такође сматра старовременском и сеже у Тијанићево доба: интригантно, жестоко и духовито писање које истовремено изазива и поштовање и чуђење".
Лалић је новчани део награде од 2.000 евра поклонио нападнутом новинару Милану Јовановићу из Гроцке коме је запаљена кућа. Рекао је да на овај начин жели да што пре помогне Јовановићу, али и да скрене пажњу на положај новинара на локалу.
"Новинарима у малим срединама много је теже да раде свој посао него нама у мејнстрим медијима. Још памтимо случај мог драгог колеге Милана Пантића из Вечерњих новости, чије убице и даље нису пронађене, и ја се надам да се то више никад неће поновити у Србији, иако смо пре два дана лако могли да дођемо у исту ситуацију у Врчину. Мени није важно ни да ли је неко формално новинар или не, пошто и новинари великих медија могу да упадну у приватне проблеме, али за мене нема горег напада на слободу и демократију једног друштва од напада на новинара због неког текста или истраживања. Апелујем на полицију да хитно пронађе нападаче на Милана Јовановића и његову супругу, али и коначно реши убиство новинара Милана Пантића", рекао је Лалић.

### Остале награде
- Годишња награда "Александар Тијанић", за борбеност у новинарству, Удружење новинара Србије, 2018.[47]
- Grand prix "Златна Ника", за најбољу светску репортажу, 23. Међународни фестивал репортаже и медија, Интерфер, 2018.[48]
- Годишња награда "Димитрије Давидовић", за уређивање, Удружење новинара Србије, 2015.[49]
- Награда "Драгиша Кашиковић", за изузетне професионалне, уметничке и научне домете и и ширење слободе стваралаштва, 2015.[50]
- Златна медаља "Миша Анастасијевић", за објективно информисање и одговорност јавне речи, Привредна комора Београда и Факултет техничких наука, 2010.[51]
- The man od the Year, колумниста година по избору колега и јавних личности, Часопис The Man, 2010.[11]
- Годишња награда "Лаза Костић", за фељтон, Удружење новинара Србије,  2004.[52]
- Certificate of Honour (Professional Development Program in the United States), International Center of Journalists, 2011.[53]